# George Salmon
George Salmon (Cork, 25 settembre 1819 – Londra, 22 gennaio 1904) è stato un matematico e teologo irlandese.

## Biografia
Si occupò di geometria e supportò Arthur Cayley nello studio delle varietà algebriche.
Nato a Cork, in Irlanda, che ancora faceva parte del Regno Unito, studiò nella sua città natia e da qui al Trinity College di Dublino nel 1833. Ottenne una borsa di studio  nel 1837. Nel 1838 si diplomò con lode in matematica.
Lavorò al Trinity College con altri importanti scienziati come William Rowan Hamilton e James MacCullagh. Divenne prevosto al Trinity e si oppose strenuamente all'entrata di alunne nel college. Divenne membro della Royal Society (1863).
Nel 1874, anche a causa del suicidio dell'amico MacCullagh, abbandonò la matematica e si dedicò allo studio della Chiesa Irlandese. Fu cancelliere della Cattedrale di San Patrizio.

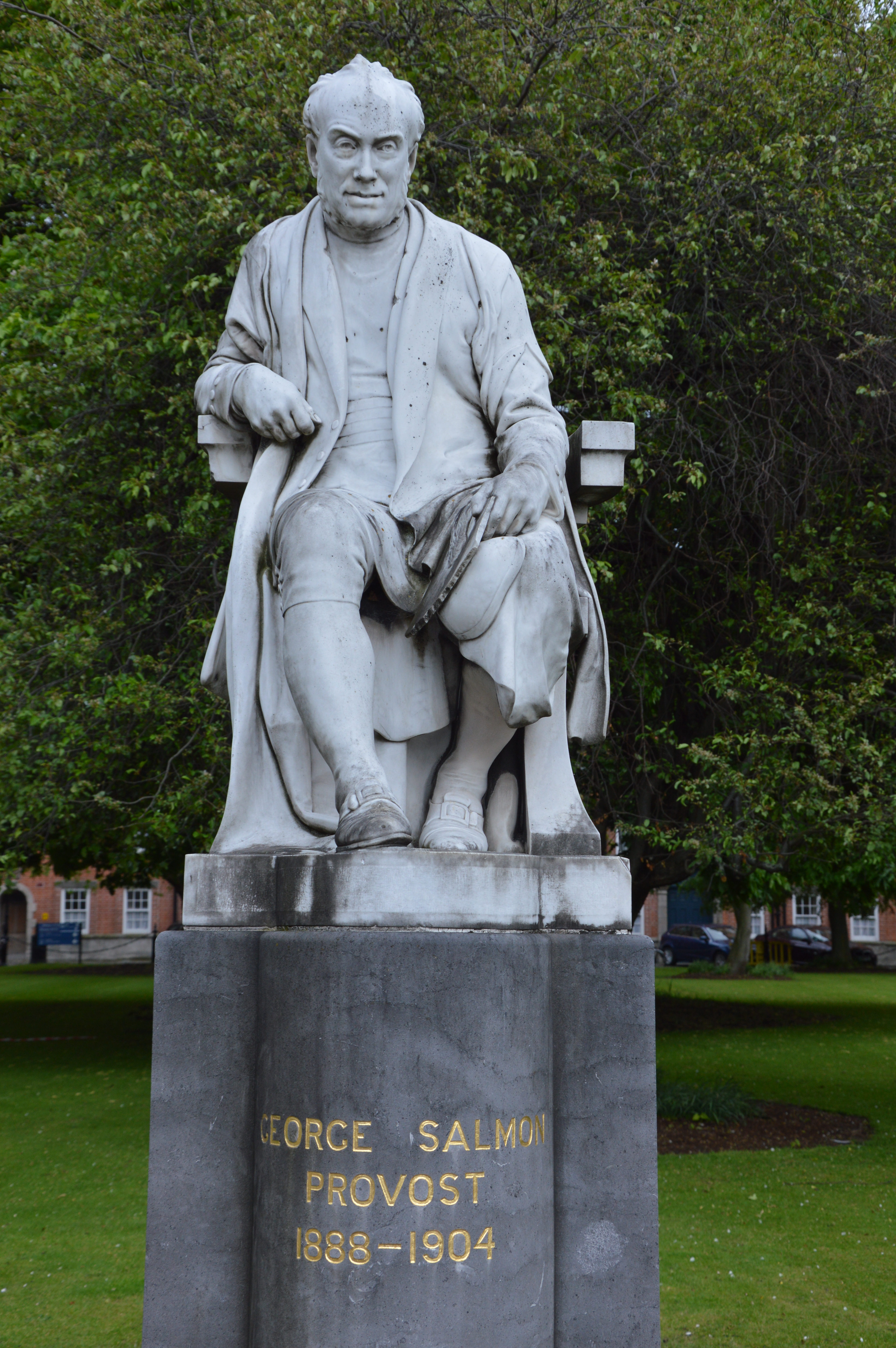

## Opere
- A treatise on conic sections (1848)
- A treatise on higher plane curves: Intended as a sequel to a treatise on conic sections (1852)
- Lessons introductory to the modern higher algebra (1859)
- A treatise on the analytic geometry of three dimensions (1862)
- The eternity of future punishment (1864)
- The reign of law (1873)
- Non-miraculous Christianity (1881)
- Introduction to the New Testament (1885)
- The infallibility of the Church (1889)
- Thoughts on the textual criticism of the New Testament (1897)